# Matteo I di Cefalonia
Matteo I Orsini (Cefalonia, ... – Cefalonia, 1260) è stato un nobile italiano detto Maio di Monopoli, o anche "Apostolico", fu conte palatino e signore di Cefalonia e Zante, sposò Anna Angelo, figlia del sebastocratore Giovanni Angelo e di Zoe Ducas, e nipote dell'imperatore bizantino Isacco II Angelo.